# Them's Fightin' Herds
『Them's Fightin' Herds』は、Mane6, Inc.が開発しHumble Bundleより発売された2D格闘ゲーム。
四肢動物同士が戦う内容で、当初はアメリカの動物アニメ『マイリトルポニー〜トモダチは魔法〜』を格闘ゲームにするという企画から始まったが、権利関係の問題によりオリジナル作品に切り替え、Indiegogoでクラウドファンディングが実施された。

## ゲームシステム
方向キー以外の入力は「弱」「中」「強」「マジック」の4ボタン構成で。コンボを軸に戦略を組み立てる。全キャラクター共通のコンボルートも存在する。

## モード
「ARCADE MODE」「TARGETS」「TRAINING」があり「STORY MODE」「AI MATCH」が今後実装される予定である。

## コラボレーション
『BLAZBLUE CENTRALFICTION（BLAZBLUEシリーズ）』『スカルガールズ』『GUILTY GEAR Xrd REV 2（GUILTY GEARシリーズ）』とコラボレーションをしている。